# California Snow
«California Snow» és una cançó de la banda estatunidenca Weezer pertanyent a l'àlbum Weezer (The Black Album), que es va publicar el 20 de setembre de 2018 com a senzill de la pel·lícula Spell.
La cançó comença amb una melodia de teclat que recorda a l'estil dels anys 80 per després transformar-se a un pop més lluminós. Part de la lletra és cantada en forma de rap. Segueix amb la direcció musical marcada en els darrers discs però la crítica no va rebre el tema amb bona opinió perquè el resultat final era estrany.

## Llista de cançons
| Núm. | Títol             | Durada |
| ---- | ----------------- | ------ |
| 1.   | «California Snow» | 3:32   |